# Kabinett Merkel I
Das Kabinett Merkel I war die vom 22. November 2005 bis zum 28. Oktober 2009 amtierende deutsche Bundesregierung in der 16. Legislaturperiode. Grundlage für die Arbeit dieser in einer Großen Koalition entstandenen Regierung war der Koalitionsvertrag „Gemeinsam für Deutschland. Mit Mut und Menschlichkeit.“

## Abstimmung im Bundestag
| Wahlgang                                               | Kandidatin      | Kandidatin          | Stimmen    | Stimmenzahl | Anteil | Koalitionspartei(en) | Koalitionspartei(en) | Koalitionspartei(en) | Koalitionspartei(en) |
| ------------------------------------------------------ | --------------- | ------------------- | ---------- | ----------- | ------ | -------------------- | -------------------- | -------------------- | -------------------- |
| 1. Wahlgang                                            |                 | Angela Merkel (CDU) | Ja-Stimmen | 397         | 64,7 % |                      |                      |                      | CDU/CSU, SPD         |
| 1. Wahlgang                                            | Nein-Stimmen    | Angela Merkel (CDU) | 202        | 32,9 %      |        |                      |                      |                      | CDU/CSU, SPD         |
| 1. Wahlgang                                            | Enthaltungen    | Angela Merkel (CDU) | 12         | 1,9 %       |        |                      |                      |                      | CDU/CSU, SPD         |
| 1. Wahlgang                                            | Ungültig        | Angela Merkel (CDU) | 1          | 0,2 %       |        |                      |                      |                      | CDU/CSU, SPD         |
| 1. Wahlgang                                            | nicht abgegeben | Angela Merkel (CDU) | 2          | 0,3 %       |        |                      |                      |                      | CDU/CSU, SPD         |
| Damit wurde Angela Merkel zur Bundeskanzlerin gewählt. |                 |                     |            |             |        |                      |                      |                      |                      |

## Kabinett
| Amt oder Ressort                                                      | Bild | Name                                             | Partei | Partei                                             | Parlamentarische Staatssekretäre bzw. Staatsminister                                                | Partei | Partei |
| --------------------------------------------------------------------- | --- | ------------------------------------------------ | --- | -------------------------------------------------- | --------------------------------------------------------------------------------------------------- | ------ | ------ |
| Bundeskanzlerin                                                       | | Angela Merkel (* 1954)                           | | CDU                                                | Maria Böhmer Bernd Neumann Hildegard Müller bis 30. September 2008 Hermann Gröhe ab 1. Oktober 2008 |        | CDU    |
| Stellvertreter der Bundeskanzlerin                                    | | Franz Müntefering (* 1940) bis 21. November 2007 | | SPD                                                | |        |        |
| Stellvertreter der Bundeskanzlerin                                    | Frank-Walter Steinmeier (* 1956) ab 21. November 2007                                                             |                                                  | | SPD                                                | |        |        |
| Auswärtiges                                                           | | Frank-Walter Steinmeier (* 1956)                 | | SPD                                                | Gernot Erler Günter Gloser                                                                          |        | SPD    |
| Inneres                                                               | | Wolfgang Schäuble (1942–2023)                    | | CDU                                                | Peter Altmaier Christoph Bergner                                                                    |        | CDU    |
| Justiz                                                                | | Brigitte Zypries (* 1953)                        | | SPD                                                | Alfred Hartenbach                                                                                   |        | SPD    |
| Finanzen                                                              | | Peer Steinbrück (* 1947)                         | SPD | Karl Diller 22. November 2005 bis 27. Oktober 2009 | SPD                                                                                                 |        |        |
| Finanzen                                                              | Barbara Hendricks 22. November 2005 bis 16. November 2007 Nicolette Kressl 17. November 2007 bis 27. Oktober 2009 | Peer Steinbrück (* 1947)                         | SPD |                                                    | SPD                                                                                                 |        |        |
| Wirtschaft und Technologie                                            | | Michael Glos (* 1944) bis 10. Februar 2009       | | CSU                                                | Peter Hintze 22. November 2005 bis 27. Oktober 2009                                                 |        | CDU    |
| Wirtschaft und Technologie                                            | Hartmut Schauerte 22. November 2005 bis 27. Oktober 2009                                                          | Michael Glos (* 1944) bis 10. Februar 2009       | | CSU                                                | |        | CDU    |
| Wirtschaft und Technologie                                            | Karl-Theodor zu Guttenberg (* 1971) ab 10. Februar 2009                                                           |                                                  | | CSU                                                | |        | CDU    |
| Wirtschaft und Technologie                                            | Dagmar Wöhrl 22. November 2005 bis 27. Oktober 2009                                                               |                                                  | CSU | CSU                                                | |        |        |
| Arbeit und Soziales                                                   | | Franz Müntefering (* 1940) bis 21. November 2007 | | SPD                                                | Franz Thönnes Gerd Andres bis 21. November 2007 Klaus Brandner ab 21. November 2007                 |        | SPD    |
| Arbeit und Soziales                                                   | Olaf Scholz (* 1958) ab 21. November 2007                                                                         |                                                  | | SPD                                                | Franz Thönnes Gerd Andres bis 21. November 2007 Klaus Brandner ab 21. November 2007                 |        | SPD    |
| Ernährung, Landwirtschaft und Verbraucherschutz                       | | Horst Seehofer (* 1949) bis 27. Oktober 2008     | | CSU                                                | Gerd Müller 22. November 2005 bis 27. Oktober 2009                                                  |        | CSU    |
| Ernährung, Landwirtschaft und Verbraucherschutz                       | | Ilse Aigner (* 1964) ab 31. Oktober 2008         | Peter Paziorek 22. November 2005 bis 1. September 2007 Ursula Heinen 7. September 2007 bis 27. Oktober 2009 | CSU                                                | | CDU    |        |
| Verteidigung                                                          | | Franz Josef Jung (* 1949)                        | | CDU                                                | Christian Schmidt 22. November 2005 bis 27. Oktober 2009                                            |        | CSU    |
| Verteidigung                                                          | Friedbert Pflüger bis 27. Oktober 2006 Thomas Kossendey ab 27. Oktober 2006                                       | Franz Josef Jung (* 1949)                        | | CDU                                                | CDU                                                                                                 |        |        |
| Familie, Senioren, Frauen und Jugend                                  | | Ursula von der Leyen (* 1958)                    | CDU | Hermann Kues                                       | CDU                                                                                                 |        |        |
| Gesundheit                                                            | | Ulla Schmidt (* 1949)                            | | SPD                                                | Marion Caspers-Merk Rolf Schwanitz                                                                  |        | SPD    |
| Verkehr, Bau und Stadtentwicklung                                     | | Wolfgang Tiefensee (* 1955)                      | SPD | Achim Großmann Ulrich Kasparick Karin Roth         | SPD                                                                                                 |        |        |
| Umwelt, Naturschutz und Reaktorsicherheit                             | | Sigmar Gabriel (* 1959)                          | SPD | Astrid Klug Michael Müller                         | SPD                                                                                                 |        |        |
| Bildung und Forschung                                                 | | Annette Schavan (* 1955)                         | | CDU                                                | Thomas Rachel Andreas Storm                                                                         |        | CDU    |
| Wirtschaftliche Zusammenarbeit und Entwicklung                        | | Heidemarie Wieczorek-Zeul (* 1942)               | | SPD                                                | Karin Kortmann                                                                                      |        | SPD    |
| Bundesminister für besondere Aufgaben und Chef des Bundeskanzleramtes | | Thomas de Maizière (* 1954)                      | | CDU                                                | |        |        |

## Personalfindungsprozess vor Beginn der Legislaturperiode
Nachdem sich bei den Sondierungsgesprächen zwischen CDU/CSU und SPD nach der Bundestagswahl 2005 abgezeichnet hatte, dass beide Seiten einer großen Koalition den Vorrang vor allen anderen Optionen gaben, gab die SPD am Donnerstag, 13. Oktober 2005, bekannt, welche Politiker sie für die ihr zustehenden acht Ministerien vorsah. Die Vorschlagsliste für die von den Unionsparteien zu besetzenden sieben Ministerien wurde am Montag, 17. Oktober 2005, veröffentlicht. Am selben Tag begannen die Koalitionsverhandlungen zwischen CDU/CSU und SPD, die auf eine Dauer von vier Wochen angesetzt waren.
Am 31. Oktober 2005 kündigte Franz Müntefering seinen Rückzug vom Parteivorsitz der SPD an; sein Eintritt in das geplante Kabinett wurde jedoch davon nicht berührt. Einen Tag darauf verkündete Edmund Stoiber seinen Verbleib als Ministerpräsident in Bayern, da durch den Rücktritt des SPD-Vorsitzenden die „Geschäftsgrundlage“ geändert worden und nicht ausreichend auf seine Forderungen zur Übernahme von Kompetenzen aus dem Wissenschafts- und Forschungsministerium eingegangen worden sei. Stattdessen wurde Michael Glos als Wirtschaftsminister benannt.
Am 11. November 2005 einigten sich CDU, CSU und SPD auf einen Koalitionsvertrag, der die politischen Ziele und Inhalte der schwarz-roten Koalition beschreibt. Dieser wurde auf Parteitagen von CDU, CSU und SPD am 14. November 2005 mit jeweils großer Mehrheit angenommen und am 18. November 2005 in einer schlichten Zeremonie im Paul-Löbe-Haus unterschrieben. Nachdem Angela Merkel am Vormittag des 22. November 2005 im Bundestag mit 397 Stimmen zur Bundeskanzlerin gewählt worden war, wurden die Minister ihrer Bundesregierung am Nachmittag desselben Tages vereidigt.

## Veränderungen
Die strukturellen Veränderungen des Kabinetts Schröder II wurden zurückgenommen: Das Ministerium für Wirtschaft und Technologie und das Ministerium für Arbeit und Soziales agierten wieder getrennt; das Ministerium für Gesundheit gab die Zuständigkeit für Soziale Sicherung wieder ab.
Am 27. Oktober 2006 wurde Thomas Kossendey zum Parlamentarischen Staatssekretär beim Bundesminister der Verteidigung berufen. In diesem Amt folgte er Friedbert Pflüger nach, der als Oppositionsführer in die Berliner Landespolitik gewechselt war.
Der vormalige parlamentarische Staatssekretär Peter Paziorek gab seinen Posten auf, um das Amt des Regierungspräsidenten der Bezirksregierung Münster zu übernehmen.
Am 13. November 2007 gab Franz Müntefering überraschend seinen Rücktritt als Bundesminister für Arbeit und Soziales sowie als Vizekanzler bekannt. Nachfolger als Arbeitsminister wurde am 21. November 2007 Olaf Scholz, Vizekanzler wurde Außenminister Frank-Walter Steinmeier.
Am 7. Oktober 2008 wurde Bundesverbraucherschutzminister Seehofer für das Amt des bayerischen Ministerpräsidenten nominiert. Am 27. Oktober 2008 wurde er im bayerischen Landtag zum Bayerischen Ministerpräsidenten gewählt, nachdem er als Bundesminister zurückgetreten war. Am 31. Oktober 2008 wurde Ilse Aigner als Seehofers Nachfolgerin vom Bundespräsidenten ernannt.
Nachdem Michael Glos am 7. Februar 2009 seinen Rückzug als Bundeswirtschaftsminister angekündigt hatte, lehnten dies der CSU-Vorsitzende Horst Seehofer sowie die Bundeskanzlerin Angela Merkel zunächst ab. Erst am darauf folgenden Tag stimmten Seehofer und Merkel dem sofortigen Rücktritt zu. Am 10. Februar wurde Karl-Theodor zu Guttenberg vom Bundespräsidenten zum neuen Bundesminister für Wirtschaft und Technologie ernannt und am 12. Februar vereidigt. Mit der Zusammenkunft des neu gewählten Bundestags am 27. Oktober 2009 erhielten die Minister von Bundespräsident Horst Köhler ihre Entlassungsurkunden überreicht, wurden aber mit der Weiterführung der Amtsgeschäfte bis zur Bildung einer neuen Bundesregierung beauftragt. Diese erfolgte einen Tag später am 28. Oktober.

## Fußnote
1. ↑  Weder Parlamentarische Staatssekretäre noch Staatsminister sind nach Art. 62 GG Teil der Bundesregierung.